# دم افشان
دم افشان، روستایی از توابع بخش مرکزی شهرستان مرودشت در استان فارس ایران است.

## جمعیت
این روستا در دهستان رامجرد یک قرار دارد و براساس سرشماری مرکز آمار ایران در سال ۱۳۸۵، جمعیت آن ۴۵۶ نفر (۹۴خانوار) بوده‌است.

## شغل مردم و راه‌های درآمد
بیشتر مردم به شغل کشاورزی و دامپروری مشغول هستند.

## محصولات کشاورزی
عمده محصول کشاورزی روستا گندمو جو و ذرت می‌باشد.
کاشت گوجه فرنگی و برنج نیز در روستا به چشم می‌آید